# Albert Dillens
Pour les articles homonymes, voir Dillens.
Albert Dillens, né à Anvers le 20 octobre 1844 et mort à Ixelles le 19 août 1915, est un peintre et graveur belge connu pour ses scènes de genre et ses portraits.
Proche du cercle artistique belge L'Essor, dont son frère le sculpteur Julien Dillens est le président, il participe à ses expositions, de même qu'aux expositions triennales belges, à quelques expositions en France et à l'Exposition universelle de 1893 à Chicago. Ses œuvres sont notamment conservées au Rijksmuseum Amsterdam et au Musée d'Art et d'Histoire de Genève.

## Biographie

### Famille
Albert (Ferdinandus Albertus) Dillens, né à Anvers le 20 octobre 1844, est le fils du peintre Henri Joseph Dillens (1812-1872), et de Marie Catherine De Rudder (1815-1866). Le second témoin de son acte de naissance est le peintre Eugène de Block. Ses frères sont l'architecte Frédéric Dillens (1846-1891), ainsi que les sculpteurs Gustave (1852) et Julien Dillens (1849-1904). Le poète Theophiel Coopman, par son mariage avec Marie Louise Dillens, est le beau-frère d'Albert Dillens.

### Formation
Étudiant à l'Académie royale des beaux-arts de Bruxelles jusqu'en 1864, il se forme également auprès de son père Henri Dillens. En 1869, il s'établit à Ixelles.

### Carrière

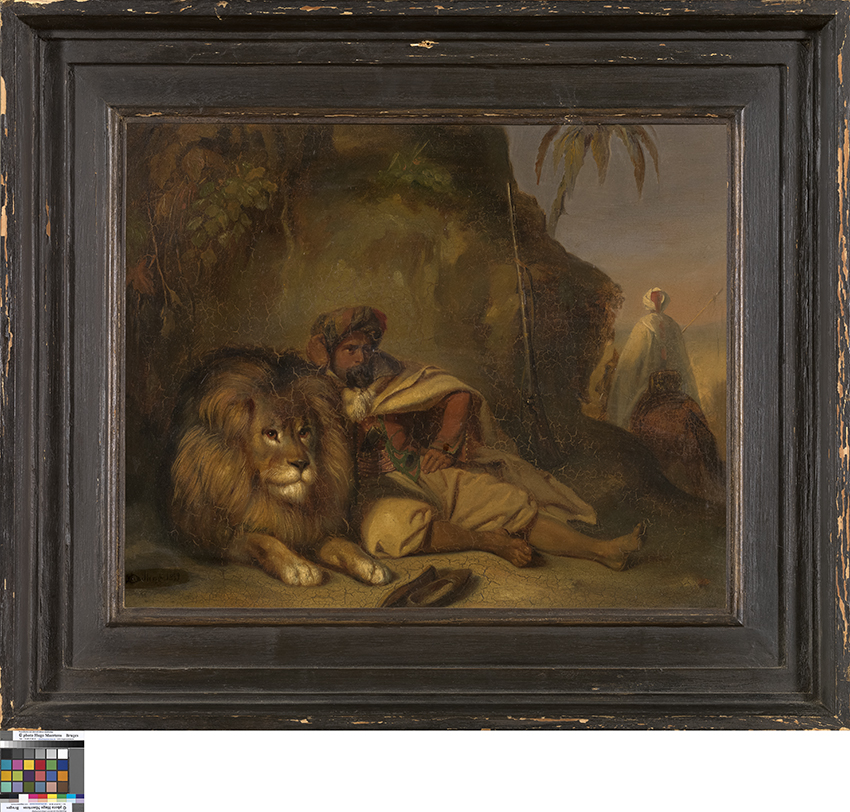
Cavaliers arabes dans le désert (1889), Musée de Groningue.

En 1862, pour la première fois, Albert Dillens expose au Salon de Gand : Une partie de chasse, costumes du XVIIIe siècle. Ensuite, il expose aux salons triennaux belges, de même qu'aux expositions du cercle L'Essor, dont il est proche et dont son frère Julien est le président. À l'issue de la première exposition de L'Essor, Léopold II acquiert une de ses toiles en janvier 1878. En 1905, le souverain demande à Albert Dillens de réaliser son portrait officiel et celui de la reine Marie-Henriette.
Fréquentant régulièrement les membres de L'Essor, un accident advenu le 27 septembre 1882 témoigne des liens étroits entre les adhérents à ce cercle artistique. Les jeunes membres de l'Essor, ayant décidé de se rendre à Anvers afin de visiter les installations maritimes, puis à Flessingue, quittent Bruxelles de bon matin, à bord d'un bateau à vapeur. Soudain, sur le Rupel, empêché de virer correctement, en raison de la force du courant, le steamer heurte la troisième arche du pont de Boom. Léon Frédéric tombe à l'eau, tandis que ses compagnons Henri Evrard et Julien Dillens parviennent à se hisser dans les ferrailles du pont. Albert Dillens reste suspendu par les mains à l'une de ces ferrailles. Son frère Julien vient au secours d'Albert et parvient lui faire reprendre pied. Le voyage se poursuit vers Anvers, tous les passagers étant saufs. L'année suivante, Albert Dillens expose Le Sauvetage au Salon de Gand.
Sur la scène  internationale, Albert Dillens expose au Salon de Paris de 1870, de même qu'à l'Exposition internationale de Londres de 1874, où il obtient une médaille. Sa toile Une tête de cheval flamand est retenue comme lot pour la tombola de l'Exposition universelle de 1885 à Anvers. Lors de l'Exposition universelle de 1893 à Chicago, il expose Pêcheurs de crevettes. Il participe également à l'Exposition de Bordeaux de 1895,.
Albert Dillens meurt, après une longue maladie, à l'âge de 70 ans, à Ixelles, le 19 août 1915. Ses funérailles ont lieu dans l'intimité.

## Œuvre

### Caractéristiques

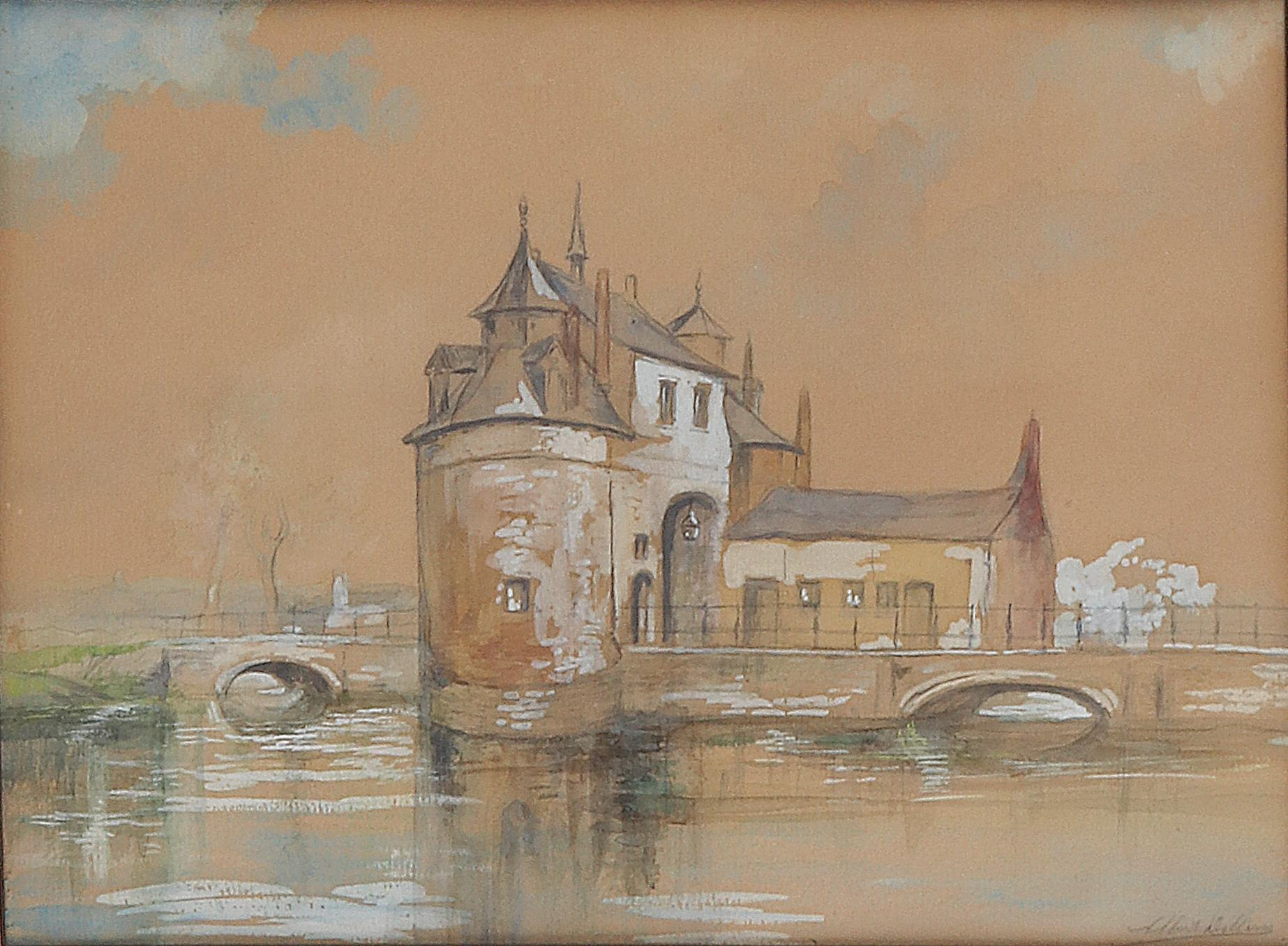
Porte d'Ostende Bruges, aquarelle sur papier.

Son champ pictural couvre essentiellement les scènes de genre et les portraits. Il reproduit son tableau Les Amoureux, en réalisant une eau-forte en 1877. En 1879, il illustre de deux eaux-fortes Gedichten en gezangen, le recueil de poésie de son beau-frère Theophiel Coopman. À partir de 1880, selon les catalogues, il réalise également des aquarelles comme une Porte d'Ostende Bruges, La Source ou Les Invertis. Albert Dillens lithographie également des portraits photographiques de personnalités de son époque.

### Expositions

#### Belgique

##### Expositions triennales
- Salon de Gand (XXVe) de 1862 : Une partie de chasse, costumes du XVIIIe siècle[3].
- Salon de Bruxelles de 1863 : Une chasse au XVIe siècle[12].
- Salon de Bruxelles de 1866 : Matinée musicale[13].
- Salon d'Anvers de 1870 : Le départ du pêcheur, Blankenberghe, Le Retour de la pêche et Prairie à Berchem-Sainte-Agathe[2].
- Salon de Gand (XXVIIIe) de 1871 : Transport de soldats blessés après la bataille de Sedan, 1870[14].
- Salon de Bruxelles de 1872 : Triste nouvelle ; pêcheurs de Blankenberghe[15].
- Salon d'Anvers de 1873 : Le Vieux marché aux poissons d'Ostende et Une ancienne forge d'Etterbeek[16].
- Salon de Gand de 1874 (XXIXe) : Le Futur loup de mer[17].
- Salon de Bruxelles de 1875 : Portrait de feu M. Roland, Ah ! ce marin ![18].
- Salon de Gand (XXXe) de 1877 : Les Amoureux[19].
- Salon de Bruxelles de 1881 : La Source, Anvers (aquarelles)[20].
- Salon de Gand de 1883 (XXXIIe) : L'Heureux retour et Le Sauvetage[6].
- Salon de Gand (XXXIVe) de 1889 : La Vente du poisson à Blankenberghe[21].
- Salon d'Anvers de 1891 : L'Heureux ménage[22].
- Salon de Gand (XXXVe) de 1892 : Le Modèle récalcitrant[23].
- Salon de Bruxelles de 1893 : Modèle têtu et La Plage à Ostende (aquarelle)[24].
- Salon de Gand (XXXVIe) de 1895 : Vente de poisson à Blankenberghe[25].
- Salon de Bruxelles de 1900 : Une vocation précoce[26].
- Salon de Bruxelles de 1903 : Retour du pêcheur et La Chapelle Sainte-Anne (aquarelle)[27].

##### Cercle L'Essor
Liste probablement non exhaustive :
- IIe Exposition des élèves de l'Académie royale des Beaux-Arts, du 20 décembre 1877 au 20 janvier 1878, salle Marugg[4].
- Exposition de L'Essor (VIIe, de fin 1882 à janvier 1883)[28].
- Exposition de L'Essor (Xe, de fin 1885 à janvier 1886) : des dessins de style fantastique[29].
- Exposition de L'Essor (XIe, en mars 1887)[30].
- Exposition de L'Essor (XIVe, en mai 1890) : Déménagement en Zélande[31].

##### Expositions diverses
- Œuvre du vêtement d'Ixelles en 1905, salle Malibran[32].
- Cercle artistique de Bruxelles en 1908[33].

#### France
- Exposition maritime internationale du Havre en 1868 : médaille de bronze[7].
- Salon de Paris de 1870 : Bergère ramenant son troupeau et Le Commencement de l'amour[7].
- Exposition de Bordeaux (1895) : Le Modèle têtu[8].

#### Grande-Bretagne
Exposition internationale de Londres en 1874.

#### États-Unis
Exposition universelle de 1893 à Chicago : il expose Pêcheurs de crevettes.

### Collections muséales
Des œuvres d'Albert Dillens sont conservées dans les lieux suivants :
- Rijksmuseum Amsterdam : 14 gravures[34].
- Musée d'Art et d'Histoire de Genève : Scène d'intérieur (1873), eau-forte sur papier, imprimée par François Nys, inventaire no E 2014-0456-008, format 31,7 × 44,7 cm[35].